# Sarah Hanffou
Sarah Hanffou (* 8. Oktober 1986 in Roubaix) ist eine kamerunische Tischtennisspielerin. Sie nahm an den Olympischen Spielen 2012 teil. Mit zahlreichen Medaillengewinnen bei afrikanischen Turnieren zählt sie zu den besten afrikanischen Tischtennisspielerinnen überhaupt.                     

## Werdegang
Sarah Hanffou wurde 1986 in Roubaix als Tochter eines kamerunischen Vaters und einer französischen Mutter geboren.
Sie gewann zahlreiche Medaillen in den Jugendwettbewerben, darunter eine Bronzemedaille bei den Jugend-Europameisterschaften im Jahr 2001. 
2006 wurde sie mit Xian Yifang französische Vize-Meisterin im Doppel. 2007, nach drei Jahren im Trainingszentrum INSEP, beschloss sie, ihre Tischtenniskarriere zu beenden, um sich ihrem Jurastudium zu widmen. Später trat sie jedoch wieder auf. 2012 qualifizierte sie sich für die Teilnahme an den Olympischen Spielen, wo sie in der Vorrunde Tvin Moumjoghlian schlug, danach aber an Xian Yifang scheiterte. 
2010 wurde sie Afrikameisterin im Einzel. Sie spielte bei den französischen Vereinen ASPTT Lille und in der Saison 2019/20 bei ASPC Nimes. Bei den Afrikaspielen 2019 holte sie Silber im Einzel. Im gleichen Jahr qualifizierte sie sich für die Teilnahme an den Olympischen Spielen, die für 2020 geplant waren, wegen Corona allerdings verschoben wurden.
Sarah Hanffou ist Präsidentin des Vereins Ping sans frontières.

## Turnierergebnisse
| Verband | Veranstaltung       | Jahr | Ort        | Land | Einzel        | Doppel        | Mixed      | Team          |
| ------- | ------------------- | ---- | ---------- | ---- | ------------- | ------------- | ---------- | ------------- |
| CMR     | Afrikameisterschaft | 2018 | Port Louis | MRI  | Viertelfinale |               |            |               |
| CMR     | Afrikameisterschaft | 2015 | Kairo      | EGY  | Halbfinale    | letzte 16     | letzte 32  | Halbfinale    |
| CMR     | Afrikameisterschaft | 2010 | Yaoundé    | CMR  | Gold          | Viertelfinale | letzte 32  | Viertelfinale |
| CMR     | African Cup         | 2020 | Tunis      | TUN  | 3. Platz      |               |            |               |
| CMR     | African Cup         | 2019 | Lagos      | NGR  | 5. Platz      |               |            |               |
| CMR     | African Cup         | 2018 | Nairobi    | KEN  | Silber        |               |            |               |
| CMR     | African Cup         | 2017 | Agadir     | MOR  | 6. Platz      |               |            |               |
| CMR     | African Cup         | 2015 | Yaoundé    | CMR  | 5. Platz      |               |            |               |
| CMR     | African Cup         | 2011 | Rabat      | MAR  | 4. Platz      |               |            |               |
| CMR     | Afrikaspiele        | 2019 | Rabat      | MAR  | Silber        |               |            |               |
| CMR     | Olympische Spiele   | 2012 | London     | ENG  | letzte 128    |               |            |               |
| CMR     | Challenge Series    | 2019 | Lagos      | NGR  | letzte 16     |               |            |               |
| CMR     | World Tour          | 2020 | Magdeburg  | GER  | letzte 128    |               |            |               |
| CMR     | World Tour          | 2016 | Lagos      | NGR  | Viertelfinale | Silber        |            |               |
| CMR     | Weltmeisterschaft   | 2019 | Budapest   | HUN  | letzte 128    | letzte 32     |            |               |
| CMR     | Weltmeisterschaft   | 2017 | Düsseldorf | GER  | Qual.         | letzte 64     | letzte 64  |               |
| CMR     | Weltmeisterschaft   | 2015 | Suzhou     | CHN  | letzte 128    | letzte 32     |            |               |
| CMR     | Weltmeisterschaft   | 2013 | Paris      | FRA  | Qual.         |               | letzte 128 |               |
| CMR     | Weltmeisterschaft   | 2007 | Zagreb     | CRO  | letzte 128    | letzte 64     | letzte 128 |               |
| CMR     | Weltmeisterschaft   | 2006 | Bremen     | GER  |               |               |            | 64            |
| CMR     | Weltmeisterschaft   | 2004 | Doha       | QAT  |               |               |            | 51            |

## Trivia
Zusammen mit Ma Lin wurde sie 2012 auf einer Briefmarke der Republik Kongo dargestellt.